# Nor Khachakap

Nor Khachakap (in armeno Նոր Խաչակապ?)  è un comune di 635 abitanti (2001) della Provincia di Lori in Armenia.
Durante l'appartenenza all'Unione Sovietica si chiamava Saral.